# Donald Duke
Pour l’article ayant un titre homophone, voir Donald Duck.
Donald Duke, né le 30 septembre 1961 à Calabar dans la région de l'Est (en) de la fédération du Nigeria, est un homme politique nigérian de l'État de Cross River, qu'il gouverne de 1999 à 2007. 
Il est également le candidat malheureux du Parti social-démocrate à l'élection présidentielle nigériane de 2019, au cours de laquelle il obtient 0,13 % des suffrages exprimés.

## Éducation
Il a reçu un diplôme de Bachelor of Laws en 1982 de l'Université Ahmadu Bello, à Zaria, le Barrister at Law en 1983 de la Nigeria Law School de Lagos et un Master of Laws en 1984 de l'Université de Pennsylvanie.

## Carrière politique
En 1999, à la fin du régime militaire de Sani Abacha, Donald Duke a renégocié la dette du Nigeria. Il a déclaré : « Ce qui a poussé les militaires hors du pouvoir, ce n'est pas la démocratie mais l'état effrayant de l'économie. Si nous, le gouvernement démocratique, ne pouvons pas fournir de la nourriture à la masse de personnes, nous pouvons oublier la démocratie ».
Afin de promouvoir le tourisme dans le complexe touristique du Ranch Obudu, il crée la course de montagne du Ranch Obudu en 2005 afin d'y attirer athlètes et touristes.
En septembre 2006, Nuhu Ribadu a annoncé que 31 gouverneurs sur 36 sont sous enquête de l'Economic and Financial Crimes Commission. Le gouverneur Duke est le seul gouverneur nommé comme n'étant pas sous enquête.
Donald Duke a annoncé qu'il se présenterait à la présidentielle de 2007. Finalement, il s'est désisté au profit d'Umaru Yar'Adua.